# Accenture Tower (Chicago)
Accenture Tower es un rascacielos de 42 plantas y 180 m de altura en Chicago, Illinois. Ubicado entre Clinton y Canal Streets, la estructura fue diseñada por el estudio de arquitectura Murphy/Jahn en estilo modernista tardío. El edificio, anteriormente llamado Northwestern Atrium Center y Citigroup Center, se construyó entre 1984 y 1987 gracias a los derechos aéreos obtenidos tras la destrucción de la casa Head de la 1911 North Western Station. El edificio alberga locales comerciales y oficinas, y está conectado con las entradas del Ogilvie Transportation Center.
El 10 de julio de 2019, el edificio pasó a llamarse oficialmente Accenture Tower.

## Tiroteo
El 8 de diciembre de 2006, un hombre abrió fuego en un despacho de abogados ubicado en el piso 38 del Citigroup Center. Cuatro personas, incluido el pistolero, murieron. Una persona sobrevivió.